# Savarinathan Michael Augustine
Savarinathan Michael Augustine (Kovilanur, 12 de junho de 1933 - Pondicherry, 4 de novembro de 2017) foi um clérigo indiano e arcebispo católico romano de Pondicherry e Cuddalore.
Michael Augustine estudou filosofia e teologia no Seminário Joseph em Tiruchirapalli e foi ordenado sacerdote para a Arquidiocese de Pondicherry e Cuddalore em 15 de abril de 1961. Depois de trabalhar no seminário menor de Pondicherry, completou seus estudos de filosofia no l'Institut Catholique de Paris. Em 1965 tornou-se Professor de Filosofia no Pontifício Seminário São Pedro de Bangalore e foi seu Reitor de 1974 a 1978.
Papa Paulo VI nomeou-o em 30 de janeiro de 1978 bispo auxiliar de Madras e Mylapore e bispo titular de Bararus. O secretário da Congregação para a Evangelização dos Povos, Duraisamy Simon Lourdusamy, o ordenou bispo em 29 de março do mesmo ano; Os co-consagradores foram Venmani Selvanather, Arcebispo de Pondicherry e Cuddalore, e Anthony Rayappa Arulappa, Arcebispo de Madras e Mylapore. Ele escolheu a Fiat como seu lema.
Em 19 de junho de 1981 foi nomeado Bispo de Vellore pelo Papa João Paulo II. Em 18 de fevereiro de 1992, o Papa João Paulo II o nomeou arcebispo de Pondicherry e Cuddalore. Em 10 de junho de 2004, João Paulo II aceitou sua renúncia por motivos de saúde.